# Allgemeines Künstlerlexikon

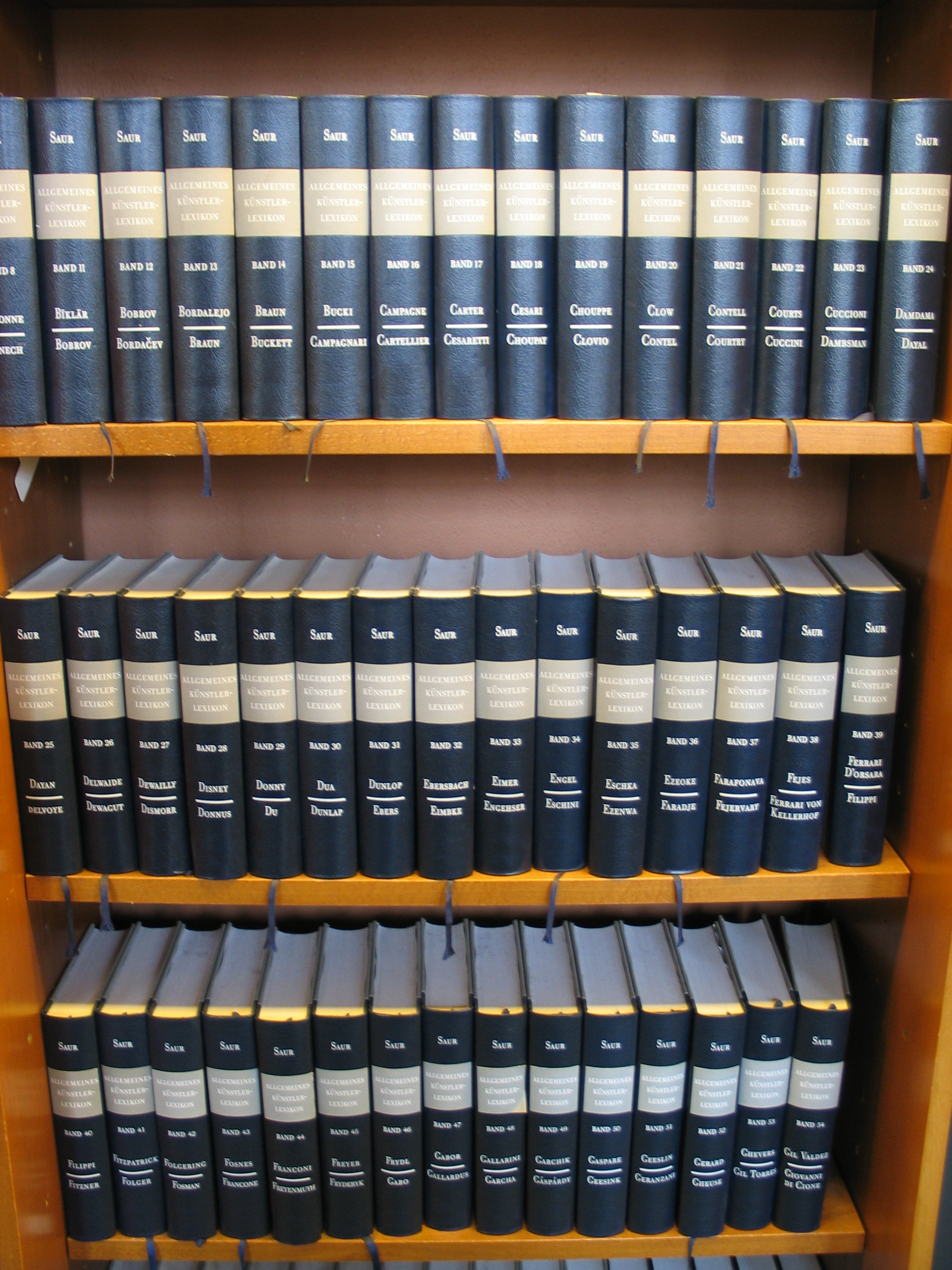
Ein Teil des Allgemeinen Künstlerlexikons

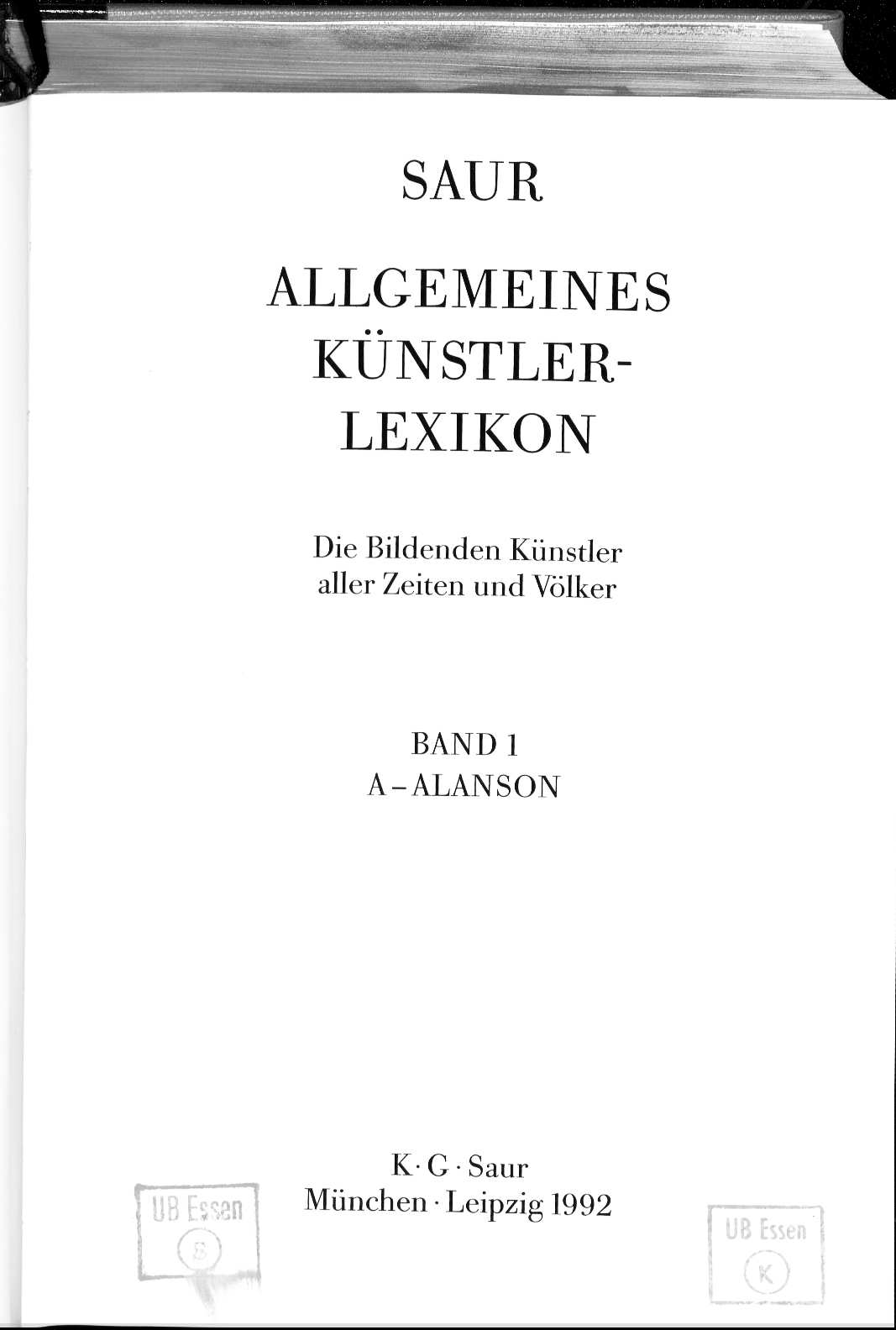
Titelseite Band 1 (1992)

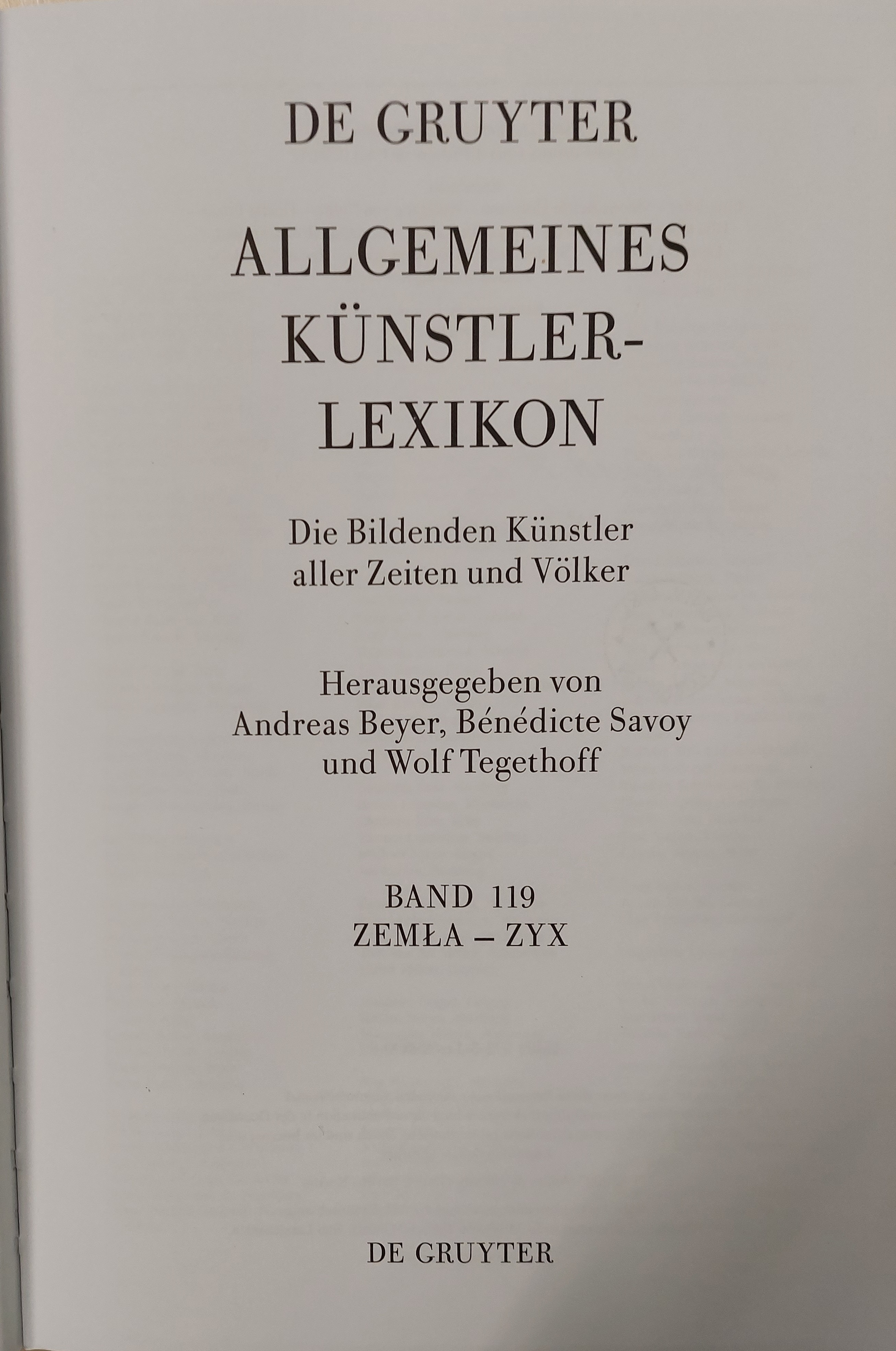
Band 119 (2022)

Das Allgemeine Künstlerlexikon (Abkürzung AKL; vollständiger Titel: Allgemeines Künstlerlexikon. Die Bildenden Künstler aller Zeiten und Völker) ist ein vielbändiges Künstlerlexikon. Mit dem Vorhaben wurde 1967 begonnen, der erste Band wurde 1983 veröffentlicht. Das Lexikon ist mit Band 119 im Jahr 2023 abgeschlossen worden.
Das AKL war als Nachfolger des sogenannten Thieme-Becker-Vollmer geplant, eines Künstler-Lexikons, das 37 Bände umfasst, die von 1907 bis 1950 erschienen sind. Der Thieme-Becker sollte durch das AKL umfassend erweitert und ergänzt werden, was allerdings nach Meinung einiger Kritiker nur mit den bis ca. 2012 publizierten Bänden gelang.
Bei dem AKL-Projekt handelt es sich um das „größte und wichtigste Gemeinschaftswerk der internationalen Kunstgeschichte“. Das Publikationsvorhaben steht seit 1987 unter der Schirmherrschaft des Comité International d’Histoire de l’Art.
Das Lexikon enthält Einträge zu Bildenden Künstlern aus aller Welt von der Antike bis zur Gegenwart. Es enthält Maler, Bildhauer, Graphiker, Architekten, Designer, Fotografen, Schriftkünstler und Kunsthandwerker. Die ausführlichen Künstler-Biographien enthalten Angaben zur Ausbildung jedes Künstlers, ihrem beruflichen Werdegang und ihren Werken, wobei die Hauptwerke ausführlich gewürdigt und auch Informationen zu Ausstellungen und umfangreichen Literaturverzeichnissen geboten werden.

## Geschichte
Das Projekt des Allgemeinen Künstlerlexikons als Neubearbeitung des Thieme-Becker wurde 1967 vom Verlag E. A. Seemann in Leipzig initiiert und von der Regierung der DDR gefördert. Zum 1. Januar 1969 wurde unter Leitung von Günter Meißner als Chefredakteur eine Redaktion mit zunächst 12 Mitarbeitern begründet, darunter Siegfried Mahn, Renate Böning, Hans Haufe, Eberhard Kasten, Rose Lehmann, die freien Redakteure Sigrid Trauzeddel und Roswitha Herrmann sowie die Bibliothekarin Barbara Stein; 1976 wurde die Redaktion auf 25 Mitarbeiter aufgestockt. Das Lexikon wurde als Prestigeprojekt von der DDR finanziell gefördert und war zunächst auf 30 Bände angelegt. Aufgrund der mangelhaften technischen Ausrüstung und der begrenzten Nutzungsmöglichkeiten von Bibliotheken außerhalb der DDR erfolgte die Herausgabe des ersten Bandes erst 1983, bis zur Wiedervereinigung folgten noch zwei Bände.
Nachdem das Bundesinnenministerium einen Zuschuss von 2.600.000 DM aus dem Kulturfonds Deutsche Einheit gezahlt hatte, übernahm der K. G. Saur Verlag zum 1. April 1991 das Allgemeine Künstlerlexikon. Die Zahl der Redaktionsmitarbeiter wurde von 40 auf 12 reduziert, später auf 14 angehoben. Der K. G. Saur Verlag druckte die ersten drei Bände 1992 in vier Bänden nach und setzte das Unternehmen fort.
Der K. G. Saur Verlag gehört seit 2006 zum Verlag Walter de Gruyter, der das Lexikon fortführt. Der Verlag De Gruyter gab 2012 den Standort Leipzig auf und beendete damit die Tätigkeit der dort angesiedelten Redaktion des Allgemeinen Künstlerlexikons, bestehend aus zwölf festangestellten Mitarbeitern. Anfang 2011 wurde bekannt, dass in Kooperation mit dem Zentralinstitut für Kunstgeschichte in München ein Editionsplan erstellt wurde, der die Herausgabe des Werkes neu strukturiert.
Seit Band 74 (2012) waren Andreas Beyer, Bénédicte Savoy und Wolf Tegethoff Herausgeber des Lexikons. Die Redaktion wurde seit 2012 von Katja Richter geleitet.
Das neue Konzept der Münchner Herausgeber, das für eine Beschleunigung der Publikation der restlichen Bände sorgen sollte, stieß allerdings in der Fachwelt nicht überall auf Zustimmung. Bis etwa zum Buchstaben H erschienen in den Bänden, die von der Leipziger Redaktion betreut wurden, die Artikel noch in einer Ausführlichkeit wie zu Beginn des Projekts. Danach wurden die Artikel wesentlich kürzer und die Anzahl der Bände pro Buchstabe geringer, was nicht nur Auswirkungen auf die Schnelligkeit der Erstellung der Bände, sondern auch auf die Ausführlichkeit und Qualität etlicher der seit 2012 erstellten Beiträge hatte. So umfasst der 2001 in Band 30 erschienene Artikel über Albrecht Dürer 12 Seiten, der 2016 in Band 89 publizierte Beitrag über Michelangelo nur noch 4 Seiten. Zahlreiche ältere Künstler, die noch im Thieme-Becker vertreten waren, fehlen seitdem im Allgemeinen Künstlerlexikon ganz. Im letzten Band findet man zum Beispiel einen Eintrag zum österreichischen Maler Alfred Zoff, doch vermisst man gleich dahinter einen Artikel über den britischen Maler Johann Zoffany, dem im Thieme-Becker noch drei Seiten gewidmet waren.
Das Werk hat in seiner gedruckten Ausgabe im Jahr 2023 mit Band 119 seinen Abschluss gefunden.

## Aufbau
Das Allgemeine Künstlerlexikon besteht aus alphabetisch angeordneten Bänden von A bis Z, hinzu kommen Nachtragsbände, Register nach Ländern und künstlerischen Berufen jeweils für 10 Bände sowie ein Handbuch in fünf Sprachen.

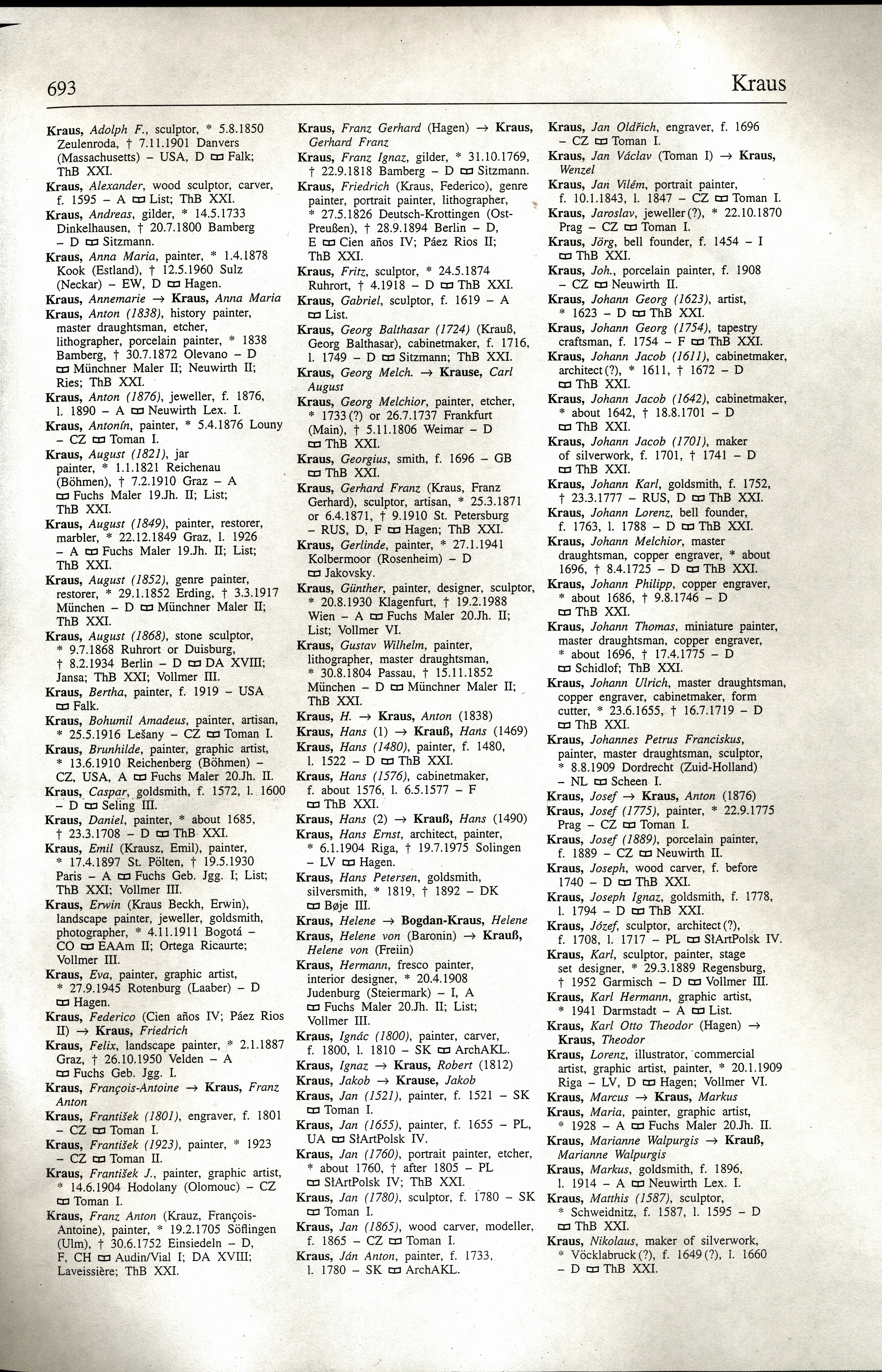
Beispielseite des Bio-bibliographischen Index A–Z, Band 5, S. 693

Teil des Allgemeinen Künstlerlexikon ist auch der Bio-bibliographischer Index A–Z, der 2007 bis 2009 in einer 2. erweiterten und aktualisierten Auflage in 12 Bänden erschien. Dabei handelt es sich nicht um ein Künstlerlexikon im eigentlichen Sinne, sondern um einen Index zu ca. 320 bibliographischen Nachschlagewerken zu Künstlern aus aller Welt. Der Bio-bibliographische Index enthält Angaben zu ca. 730.000 Künstlern. Zu ihnen werden nur Name, Vorname, Kennzeichnung der künstlerischen Tätigkeit und die Lebensdaten angegeben. Es folgt der Verweis auf bibliographische Quellen. Der Index als solcher sollte daher nicht zitiert werden, sondern die dort angegebenen Quellen. Ferner erschien 2002 bis 2003 ein Bio-bibliographischer Index nach Berufen in 13 Bänden.
Anfänglich gab es auch eine inhaltlich identische CD-Rom-Ausgabe, jedoch wurde diese mit der 31. Ausgabe im Dezember 2009 eingestellt. Heute gibt es eine kostenpflichtige Online-Ausgabe Allgemeines Künstlerlexikon. Internationale Künstlerdatenbank – AKL-IKD, die sowohl den gesamten Text des Allgemeinen Künstlerlexikons als auch des Thieme-Becker-Vollmer sowie weitere nur in der Datenbank enthaltene Informationen zugänglich macht.
Im Rahmen des Projekts wurden auch folgende Speziallexika erstellt:
- Rainer Vollkommer (Hrsg.): Künstlerlexikon der Antike. 2 Bände, K. G. Saur, München/Leipzig 2001–2004, ISBN 3-598-11412-5.[9]
- Jochen Schmidt-Liebich: Lexikon der Künstlerinnen 1700–1900. Deutschland, Österreich, Schweiz. K. G. Saur, München 2005, ISBN 3-598-11694-2.
- Manfred H. Grieb (Hrsg.): Nürnberger Künstlerlexikon. Bildende Künstler, Kunsthandwerker, Gelehrte, Sammler, Kulturschaffende und Mäzene vom 12. bis zur Mitte des 20. Jahrhunderts. 4 Bände, K. G. Saur, München/Leipzig 2007, ISBN 978-3-598-11763-3.

## Bibliographische Angaben
- Allgemeines Künstler-Lexikon. Die bildenden Künstler aller Zeiten und Völker. Erarbeitet, redigiert und herausgegeben von Günter Meissner und einem Redaktions-Kollektiv unter internationaler Mitwirkung. E. A. Seemann, Leipzig 1983–1990, ISBN 3-363-00113-4, DNB 550909443
  - Band 1: Aa–Alexander (1983)[10]
  - Band 2: Alexander–Andrea (1986)
  - Band 3: Andreace–Ardon (1990)[11]

- Band 1–65: Saur Allgemeines Künstlerlexikon. Die bildenden Künstler aller Zeiten und Völker. Mitherausgegeben und begründet von Günter Meißner. K. G. Saur, München/Leipzig 1992–2010, ISBN 3-598-22740-X; ISBN 978-3-598-22740-0, DNB 551852658
- ab Band 66: De Gruyter Allgemeines Künstler-Lexikon. Die bildenden Künstler aller Zeiten und Völker. Walter de Gruyter, Berlin 2010 ff., ISBN 978-3-598-23033-2, DNB 1005588279

- Band 1 A – Alanson (1992)
- Band 2 Alanson – Alvarez (1992)
- Band 3 Alvarez – Angelin (1992)
- Band 4 Angelin – Ardon (1992)
- Band 5 Ardos – Avogaro (1992)[12]
- Band 6 Avogaro – Barbieri (1992)
- Band 7 Barbieri – Bayona (1993)
- Band 8 Bayonne – Benech (1994)
- Band 9 Benecke – Berrettini (1994)
- Band 10 Berrettini – Bikkers (1995)
- Register zu den Bänden 1–10 (1995)
  - Teil 1 Länder
  - Teil 2 Künstlerische Berufe
- Band 11 Biklar – Bobrov (1995)
- Band 12 Bobrov – Bordacev (1996)
- Band 13 Bordalejo – Braun (1996)
- Band 14 Braun – Buckett (1996)
- Band 15 Bucki – Campagnari (1997)
- Band 16 Campagne – Cartellier (1997)
- Band 17 Carter – Cesaretti (1997)
- Band 18 Cesari – Choupay (1997)
- Band 19 Chouppe – Clovio (1998)
- Band 20 Clow – Contel (1998)[13]
- Register zu den Bänden 11–20 (1998)[14]
  - Teil 1 Länder
  - Teil 2 Künstlerische Berufe
- Band 21 Contell – Courtry (1999)
- Band 22 Courts – Cuccini (1999)
- Band 23 Cuccioni – Dambsman (1999)
- Band 24 Damdama – Dayal (2000)
- Band 25 Dayan – Delvoye (2000)
- Band 26 Delwaide – Dewagut (2000)
- Band 27 Dewailly – Dismorr (2000)
- Band 28 Disney – Donnus (2001)
- Band 29 Donny – Du (2001)
- Band 30 Dua – Dunlap (2001)
- Register zu den Bänden 21–30 (2001)
  - Teil 1 Länder
  - Teil 2 Künstlerische Berufe
- Band 31 Dunlop – Ebers (2002)
- Band 32 Ebersbach – Eimbke (2002)
- Band 33 Eimer – Engehser (2002)
- Band 34 Engel – Eschini (2002)
- Band 35 Eschka – Ezenwa (2002)
- Band 36 Ezeoke – Faradje (2003)
- Band 37 Farafonava – Fejérváry (2003)
- Band 38 Fejes – Ferrari von Kellerhof (2003)
- Band 39 Ferrari D’Orsara – Filippi (2003)
- Band 40 Filippi – Fitzner (2004)
- Register zu den Bänden 31–40 (2004)
  - Teil 1 Länder
  - Teil 2 Künstlerische Berufe
- Band 41 Fitzpatrick – Folger (2004)
- Band 42 Folgering – Fosman (2004)
- Band 43 Fosnes – Francone (2004)
- Band 44 Franconi – Freyenmuth (2005)
- Band 45 Freyer – Fryderyk (2005)
- Band 46 Frydl – Gabo (2005)
- Band 47 Gabor – Gallardus (2005)
- Band 48 Gallarini – Garcha (2006)
- Band 49 Garchik – Gáspárdy (2006)
- Band 50 Gaspare – Geesink (2006)[15]
- Register zu den Bänden 41–50 (2006)
  - Teil 1 Länder
  - Teil 2 Künstlerische Berufe
- Band 51 Geeslin – Geranzani (2006)
- Band 52 Gerard – Gheuse (2006)
- Band 53 Ghevers – Gil Torres (2007)
- Band 54 Gil Valdez – Giovanni di Cione (2007)
- Band 55 Giovanni da Civitella – Glandon (2007)
- Band 56 Glandorf – Goepfart (2007)
- Band 57 Goepfert – Gomez Feu (2008)
- Band 58 Gomez de Fonseca – Gordon (2008)
- Band 59 Gordon – Gracian (2008)
- Band 60 Graciano – Grau–Sala (2008)
- Register zu den Bänden 51–60 (2009)
  - Teil 1 Länder
  - Teil 2 Künstlerische Berufe
- Band 61 Grau Santos – Greyer (2009)
- Band 62 Greyerz – Grondoli (2009)
- Band 63 Grondona – Grysuk (2009)
- Band 64 Gryt – Guerrin (2009)
- Band 65 Guerring – Guntbaldus (2009)
- Band 66 Gunten – Haaren (2010)
- Band 67 Haarer – Hahs (2010)
- Band 68 Hai – Hammock (2011)
- Band 69 Hammon – Hartung (2011)
- Band 70 Hartwagner – Hédouin (2011)
- Register zu den Bänden 61–70 (2012)
  - Teil 1 Länder
  - Teil 2 Künstlerische Berufe
- Band 71 Hedquist – Hennicke (2011)
- Band 72 Hennig – Heuler (2012)
- Band 73 Heunert – Höllwarth (2012)
- Band 74 Hoelscher – Hornstein (2012)
- Band 75 Hornung – Hunziker (2012)
- Band 76 Hunzinger – Iza (2013)
- Band 77 Izaguirre – Jerace (2013)
- Band 78 Jeraj – Jur’ev (2013)
- Band 79 Jurgens – Kelder (2013)
- Band 80 Keldermans – Knebel (2014)
- Register zu den Bänden 71–80 (2014)
  - Teil 1 Länder
  - Teil 2 Künstlerische Berufe
- Band 81 Knecht – Kretzner (2014)
- Band 82 Kretzschmar – Lalique (2014)
- Band 83 Lalix – Leibowitz (2014)
- Band 84 Leibundgut – Linssen (2015)
- Band 85 Linstow – Luns (2015)
- Band 86 Lunt – Mandelsloh (2015)
- Band 87 Mandelstamm – Matielli (2015)
- Band 88 Matijin – Meixner (2016)
- Band 89 Mejchar – Minguzzi (2016)
- Band 90 Minh Cao – Morrillo (2016)
- Register zu den Bänden 81–90 (2016)
  - Teil 1 Länder
  - Teil 2 Künstlerische Berufe
- Band 91 Morris – Nasedkin (2016)
- Band 92 Naselli – Nordgren (2017)
- Band 93 Nordhagen – Ostrog (2017)
- Band 94 Ostrogovic – Pellegrina (2017)
- Band 95 Pellegrini – Pinstok (2017)
- Band 96 Pintaldi – Pretro (2017)
- Band 97 Pretsch – Rauh (2018)
- Band 98 Raum – Rimpatta (2018)
- Band 99 Rimpl – Rover (2018)
- Band 100 Rovere – Samonà (2018)
- Register zu den Bänden 91–100 (2018)
  - Teil 1 Länder
  - Teil 2 Künstlerische Berufe
- Band 101 Samore – Schleiffert (2018)
- Band 102 Schleime – Seitter (2019)
- Band 103 Seitz – Silvestre (2019)
- Band 104 Silvestrin – Somani (2019)
- Band 105 Somaré – Steenkamp (2019)
- Band 106 Steenroet – Stundl (2020)
- Band 107 Stuntz – Tandy (2020)
- Band 108 Tanev – Thoman (2020)
- Band 109 Thomann – Toron (2020)
- Band 110 Toroni – Tupynambá (2021)
- Register zu den Bänden 101–110 (2021)
  - Teil 1 Länder
  - Teil 2 Künstlerische Berufe
- Band 111 Tur – Valldosera (2021)
- Band 112 Valle – Verner (2021)
- Band 113 Vernet – Voigt, David (2021)
- Band 114 Voigt, Eberhard – Wang, Gongyi (2022)
- Band 115 Wang, Guan – Werve (2022)
- Band 116 Wéry – Wittmann (2022)
- Band 117 Wittmer – Yi (2022)
- Band 118 Yiadom-B. – Zemión (2023)
- Band 119 Zemła – Zyx (2023)
- Register zu den Bänden 111–119 (2023)
  - Teil 2 Künstlerische Berufe
  - Teil 1 Länder

- Nachtragsband 1 A – Azzopardi (2005)
- Nachtragsband 2 B – Beran (2007)
- Nachtragsband 3 Beranek – Briggs (2008)
- Nachtragsband 4 Bright – Casset (2011)
- Nachtragsband 5 Cassini – Czwartos (2013)[16]

- Saur Allgemeines Künstlerlexikon. Handbuch. K. G. Saur, München / Leipzig 2004, ISBN 3-598-22818-X; ISBN 978-3-598-22818-6.

- Saur Allgemeines Künstlerlexikon. Bio-bibliographischer Index A – Z. 10 Bände. K. G. Saur, München / Leipzig 1999–2000, ISBN 3-598-23910-6; ISBN 978-3-598-23910-6.

| - Band 1 A – Bielitz (1999) - Band 2 Bielke – Danvin (1999) - Band 3 Dany – Gachot (1999) - Band 4 Gaci – Hodson (2000) - Band 5 Hodunov – Laborier (2000) | - Band 6 Laborim – Michallet (2000) - Band 7 Michallon – Pikaar (2000) - Band 8 Pikalov – Schintzel (2000) - Band 9 Schinz – Torricelli (2000) - Band 10 Torrico – Z (2000) |

- Saur Allgemeines Künstlerlexikon. Bio-bibliographischer Index A – Z. 2. erweiterte und aktualisierte Auflage. 12 Bände. K. G. Saur, München / Leipzig 2007–2009, ISBN 978-3-598-24555-8.

| - Band 1 A – Bartolena (2007) - Band 2 Bartoletti – Brunach (2007) - Band 3 Brunais – Crowdey (2007) - Band 4 Crowdy – Fajana (2007) - Band 5 Fajans – Goeßler (2007) - Band 6 Gößwein – Izzolo (2008) | - Band 7 J – Lemmerz (2008) - Band 8 Lemmi – Morelon (2008) - Band 9 Morels – Popov (2008) - Band 10 Popova – Schrack (2008) - Band 11 Schrade – Tribull (2009) - Band 12 Tribus – Zzürcher (2009) |

- Allgemeines Künstlerlexikon, bio-bibliographischer Index nach Berufen = The artists of the world bio-bibliographical index by profession. K. G. Saur, München / Leipzig 2002–2003, ISBN 3-598-24690-0.

| - Band 1 Architect – Building craftsman (2002) - Band 2 Cabinetmaker – Goldsmith (2002) - Band 3 Goldsmith (Croatia) – Graphic artist (Great Britain) (2002) - Band 4 Graphic artist (Greece) – Illustrator (Ukraine) (2002) - Band 5 Illustrator (United States of America) – Master draughtsman (Surinam) (2002) - Band 6 Master draughtsman (Sweden) – Painter (Barbados) (2003) - Band 7 Painter (Belgium – Georgia) (2003) | - Band 8 Painter (Germany – Great Britain) (2003) - Band 9 Painter (Greece – Netherlands) (2003) - Band 10 Painter (New Zealand – Sweden) (2003) - Band 11 Painter (Switzerland ff.) – Printmaker (Ireland) (2003) - Band 12 Printmaker (Italy ff.) – sculptor (Poland) (2003) - Band 13 Sculptor (Portugal ff.) – no specific profession (2003) |